# Аджиб
Аджиб (Анеджиб) — шестой фараон I династии Раннего царства Древнего Египта, правивший около 9 или 26 лет (ок. 2925—2900 до н. э.).
Имя Аджиба переводится как «Защита — сердце его» или «Целостный сердцем», а его личное имя, известное из Абидосского списка как Мерибиапу, Саккарский список — говорит о Мерибиапен, а Туринский царский папирус — Меригерегпен, Манефон передал в греческой форме как Миебис. Он сопроводил титул фараона упоминанием «двух владычиц».
О правлении этого фараона практически ничего не известно. Судя по надписям на Палермском камне, Аджиб нанёс поражение племенам ур-ка и иунтиу, по-видимому, жившим на востоке от Дельты.
Мастаба Аджиба расположена рядом с другими царскими гробницами Тинитского периода в некрополе Умм-эль-Кааб в Абидосе. Из всех гробниц I династии она хуже всех сохранилась, выделяется своими небольшими размерами и была возведена из грубого кирпича. Она является предшественницей пирамид. На найденной в гробнице каменной посуде, находится рядом с именем Аджиба и имя его предшественника.
Манефон утверждает, что Миебис правил 26 лет, однако такая продолжительность лет правления этого царя считается недостоверной. А судя по обломку староегипетской летописи, хранящейся в настоящее время в Каире, один из последних трёх царей I династии, а это, вероятно, был Аджиб (так как остальные 2 царя — Семерхет и Кебху — отмечали «праздник тридцатилетия царствования» хеб-сед, о чём говорят их собственные надписи), должен был править неполных 9 лет.